# إد فيرنانديز
إد فيرنانديز (بالإنجليزية: Ed Fernandes)‏ هو لاعب كرة قاعدة أمريكي، ولد في 11 مارس 1918 في أوكلاند في الولايات المتحدة، وتوفي في 27 نوفمبر 1968 في هايوارد في الولايات المتحدة.

## وصلات خارجية
- إد فيرنانديز على موقعبيزبول رفرنس.كوم (الدوري الرئيسي) (الإنجليزية)
- إد فيرنانديز على موقعبيزبول رفرنس.كوم (الدوري الثانوي) (الإنجليزية)